# Aeropuerto de San Marcos
El Aeropuerto de San Marcos (OACI: MGSM) es un aeropuerto público con una pista de aterrizaje de asfalto de 1.173 metros de longitud y de gran altitud que sirve a la ciudad de San Marcos, la capital del Departamento de San Marcos en Guatemala . El aeropuerto está ubicado en el lado suroeste de la ciudad. 
San Marcos está en una cuenca de alta montaña. Hay terreno montañoso cercano al norte y sur del aeropuerto, y terreno montañoso distante al este y oeste.  
El Tapachula VOR-DME (Ident: TAP ) se encuentra a 34,5 millas náuticas (63,9 km) al suroeste del aeropuerto.

## Estadísticas de Tráfico
| 2022 | 125 | 653   | Sin cambios |
| 2023 | 213 | 1,596 | 59.08%      |